# Tian Qing
Tian Qing (kinesiska: 田 卿), född den 19 augusti 1986 i Anhua, Hunan, är en kinesisk badmintonspelare. Vid badmintonturneringen i dubbel under OS 2012 i London deltog hon för Kina tillsammans med Zhao Yunlei och tog guld.